# Square Pétrelle
Le square Pétrelle est une voie du 9e arrondissement de Paris, en France.

## Situation et accès
Le square Pétrelle est une voie située dans le 9e arrondissement de Paris. Il débute au 4, rue Pétrelle et se termine en impasse.

## Origine du nom

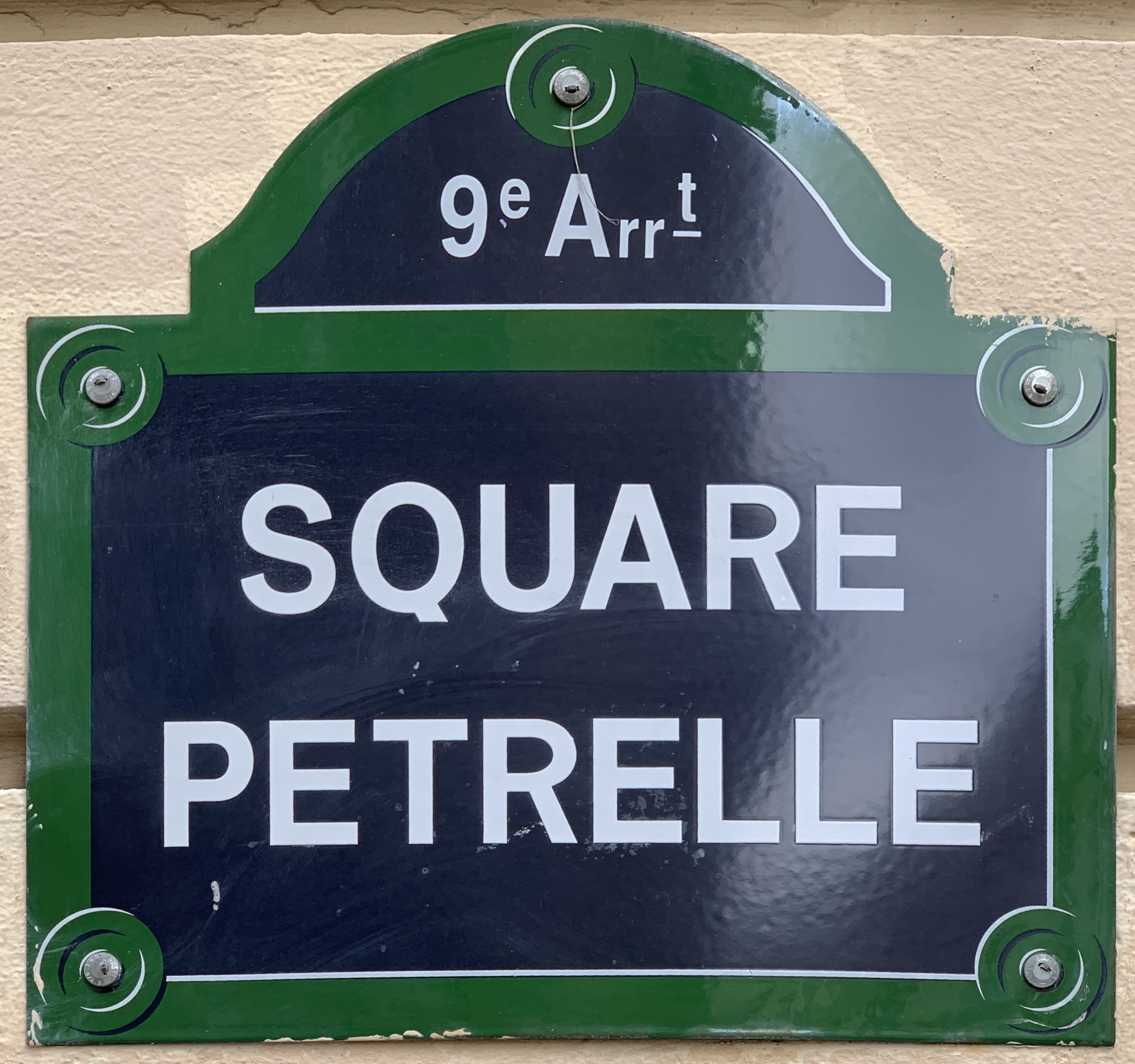
Plaque de la voie.

Il porte le nom de M. Pétrelle, propriétaire du terrain, en raison de sa proximité avec la rue éponyme.

## Historique
La voie est ouverte en 1902 et prend sa dénomination la même année. Elle est ouverte à la circulation publique par arrêté du 23 juin 1959.

## Bâtiments remarquables et lieux de mémoire
Patrick Modiano rappelle dans son ouvrage Un pedigree que son père naquit en 1912 square Pétrelle.